# لوس لوسرو (نیومکزیکو)
لوس لوسرو (به انگلیسی: Los Luceros) یک منطقهٔ مسکونی در ایالات متحده آمریکا است که در شهرستان ریو آریبا، نیومکزیکو واقع شده‌است. لوس لوسرو ۹۰۶ نفر جمعیت دارد و ۱٬۷۴۰٫۱۲ متر بالاتر از سطح دریا واقع شده‌است.